# Куртоа сир Јон
Куртоа сир Јон (фр. Courtois-sur-Yonne) насеље је и општина у источном делу централне Француске у региону Бургоња, у департману Јон која припада префектури Санс.
По подацима из 2011. године у општини је живело 782 становника, а густина насељености је износила 182,28 становника/km². Општина се простире на површини од 4,29 km². Налази се на средњој надморској висини од 66 метара (максималној 172 m, а минималној 62 m).

## Демографија
| 1962. | 1968. | 1975. | 1982. | 1990. | 1999. | 2011. |
| ----- | ----- | ----- | ----- | ----- | ----- | ----- |
| 233   | 282   | 357   | 464   | 560   | 553   | 782   |

График промене броја становника у току последњих година